# Золанд-ан-дер-Шпре
Золанд-ан-дер-Шпре (нем. Sohland an der Spree; в.-луж. Załom) — коммуна в Германии, в земле Саксония. Подчиняется административному округу Дрезден. Входит в состав района Баутцен. Население составляет 7208 человек (на 31 декабря 2010 года). Занимает площадь 37,27 км².
Коммуна подразделяется на 10 сельских округов.